# Печора (град)
Печора (рус. Печора) је име градића у републици Комији, у Русији. Налази се на реци Печори, недалеко од северног дела Урала. Седиште је истоименог рејона.
Географски положај Печоре: 65°11' северне географске ширине и 57°11' источне географске дужине.

## Становништво
Према прелиминарним подацима са пописа, у граду је 2010. живело становника, (%) више него 2002.
| 1959.  | 1970.  | 1979.  | 1989.  | 2002.  | 2010.  |
| ------ | ------ | ------ | ------ | ------ | ------ |
| 30.586 | 37.803 | 56.361 | 64.746 | 48.700 | 43.105 |

Насеље је основано 1949. године, а исте године Печора је добила статус града.
Печора је важно регионално саобраћајно друмско чвориште. 588 km североисточно удаљен град Сиктивкар је главно седиште истоименог рејона.